# Baleno
Baleno is een gemeente in de Filipijnse provincie Masbate op gelijknamige eiland Masbate. Bij de census van 2020 telde de gemeente bijna 29 duizend inwoners.

## Geografie

### Bestuurlijke indeling
Baleno is onderverdeeld in de volgende 24 barangays:
| - Baao - Banase - Batuila - Cagara - Cagpandan - Cancahorao - Canjunday - Docol - Eastern Capsay - Gabi - Gangao - Lagta | - Lahong Interior - Lahong Proper - Lipata - Madangcalan - Magdalena - Manoboc - Obongon Diot - Poblacion - Polot - Potoson - Sog-Ong - Tinapian |

### Bevolkingsgroei
Baleno had bij de census van 2020 een inwoneraantal van 28.855 mensen. Dit waren 2.759 mensen (10,57%) meer dan bij de vorige census van 2015. Ten opzichte van de census van 2000 was het aantal inwoners gegroeid met 8.958 mensen (45,02%). De gemiddelde jaarlijkse groei in die periode kwam daarmee uit op 1,88%, hetgeen hoger was dan het landelijk jaarlijks gemiddelde over deze periode (1,79%).

De bevolkingsdichtheid van Baleno was ten tijde van de laatste census, met 28.855 inwoners op 204,38 km², 141,2 mensen per km².